# Шездор
Шездор, шез (фр. chaise, chaise d'or — крісло, золоте крісло) — назва французької золотої монети, яка карбувалася спочатку Філіпом IV (1285—1314) в 1303 з щирого золота.

## Опис
Монета важила 7 г і цінувалася в 62 1/2 турських су. На аверсі — зображення короля на троні зі скіпетром у руці, на реверсі — хрест і напис — ХРС vincit, ХРС regnat, ХРС imperat. Філіп VI (1328—1350) карбував шези в 1346 році вагою в 4,7 г і вартістю в 20 су турських. Едуард III, король Англії, карбував наслідування шеза в англо-французькій серії монет. У Нідерландах монети, що карбувалися за зразком шеза, дістала назву клінкерт.

## Джерело
- 3варич В. В. Нумізматичний словник. — Львів: «Вища школа», 1978, 338 с.